# رفدین‌لی بالا
رفدین‌لی بالا (به لاتین: Yuxarı Rəfədinli) یک منطقه مسکونی در جمهوری آذربایجان است که در شهرستان فضولی واقع شده است.